# Валагинский хребет
Валагинский хребет — горный хребет в Камчатском крае России, расположенный в средней части системы Восточного хребта.
Протяжённость хребта составляет 150 км. Максимальная высота достигает 1794 м (гора Кудряш). Хребет сложен кристаллическими сланцами, гранитами и вулканическими лавами. Крутые склоны хребта покрыты лесами из камчатской берёзы, выше — кустарниковыми и высокотравными зарослями.

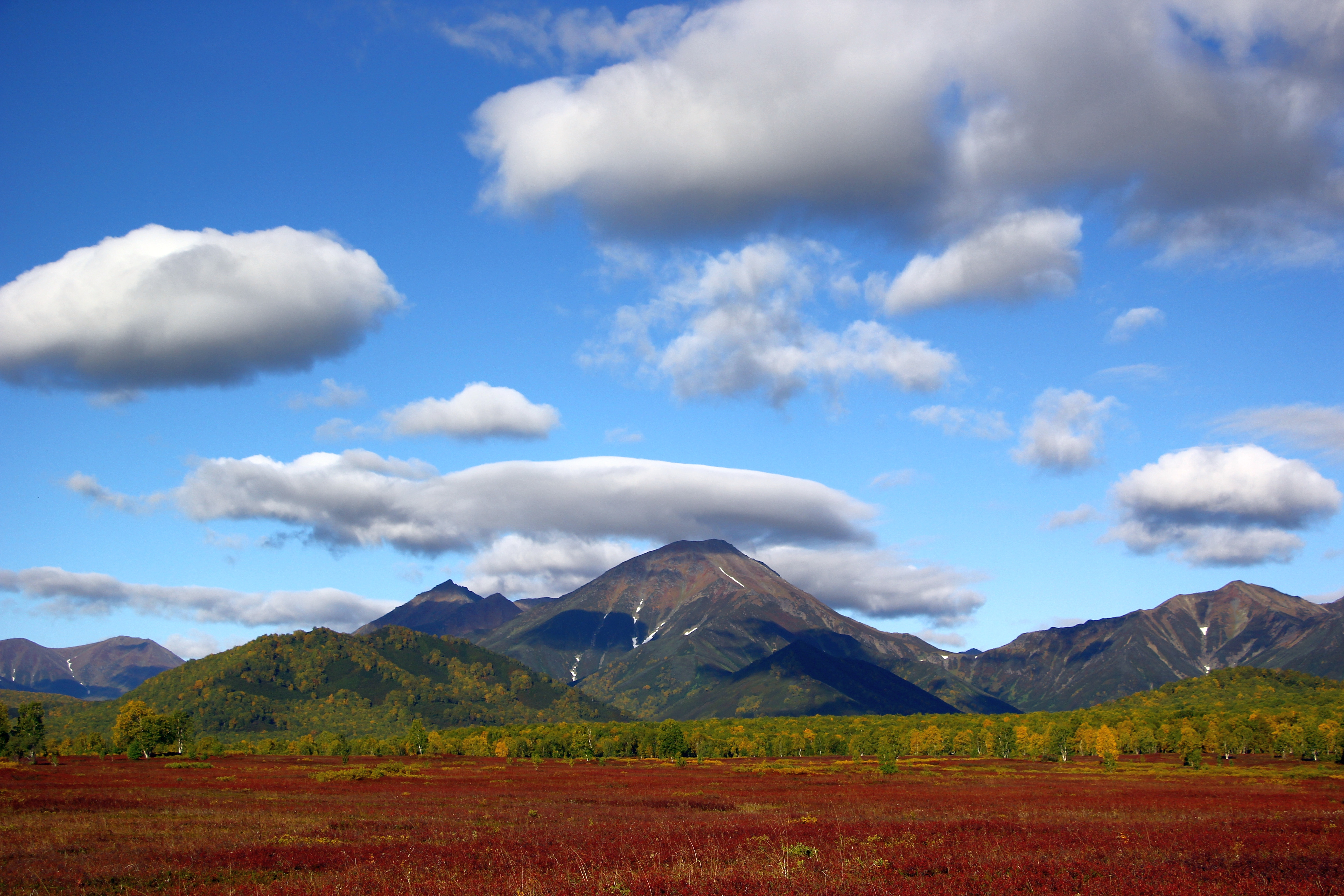

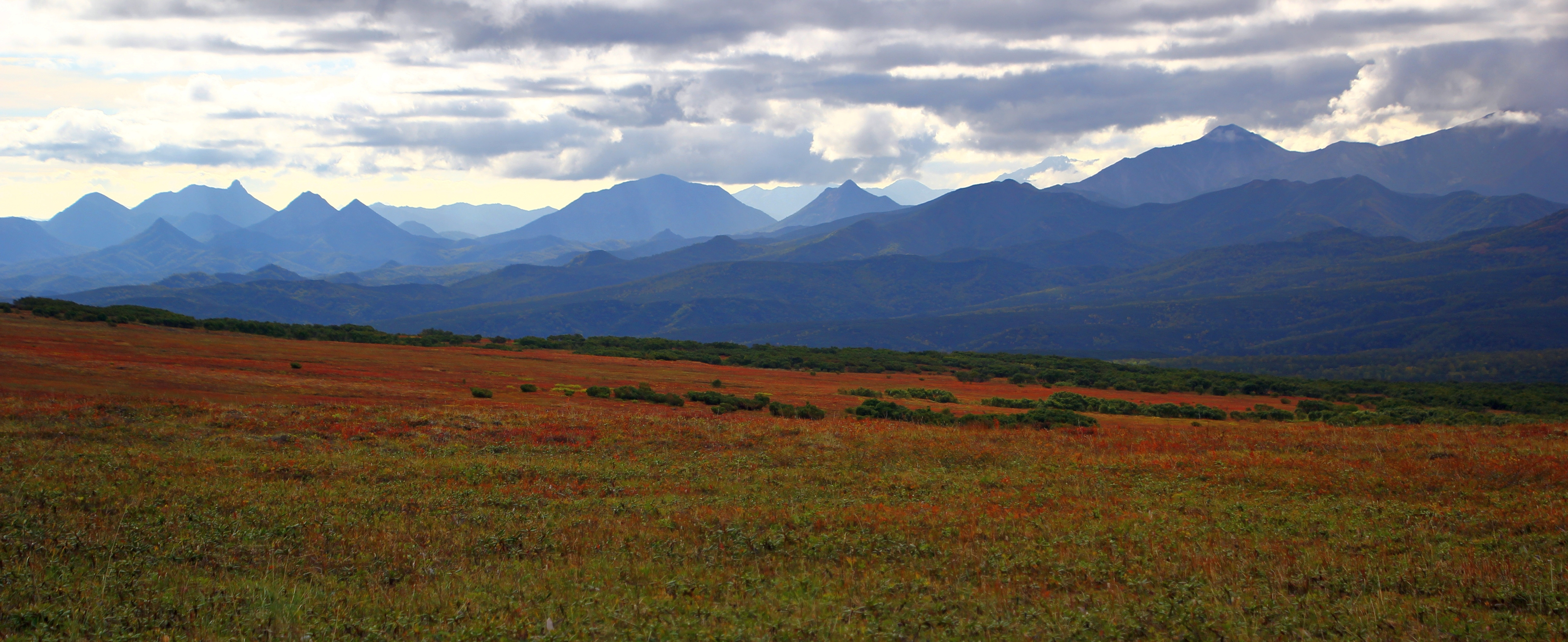

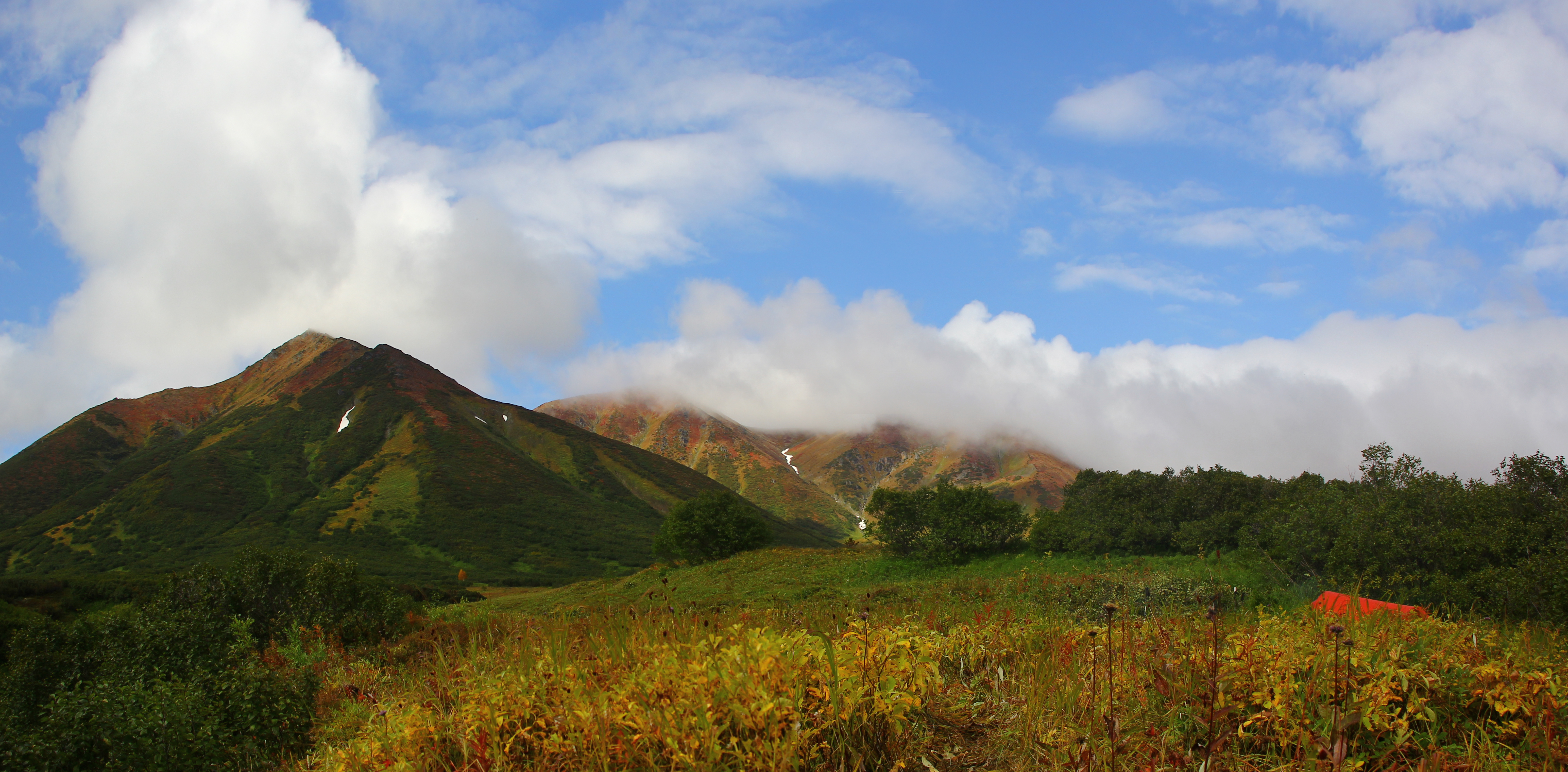

С Валагинского хребта на северо-восточном склоне горы Скалистая (2016 м) берёт начало 108 километровая река Кавыча. На восточном склоне напротив сопки Унана находится исток реки Унана.
Основная граница Кроноцкого заповедника проходит по Валагинскому хребту.